# Triathlon de Cozumel
Le Triathlon de Cozumel est une course qui se déroule à Cozumel, au Mexique. Il a lieu tous les ans depuis 2013.
Organisé par l'ITU, ce triathlon est un événement majeur dans le calendrier international du fait de son label « World Cup ».

## Palmarès

### Masculin
| Épreuves | Or                                  | Argent                             | Bronze                             |
| -------- | ----------------------------------- | ---------------------------------- | ---------------------------------- |
| 2015     | Richard Murray (RSA) 55 min 03 s    | Kyle Jones (CAN) 55 min 14 s       | Gábor Faldum (HUN) 55 min 15 s     |
| 2014     | Étienne Diemunsch (FRA) 51 min 55 s | Jarrod Shoemaker (USA) 51 min 59 s | Joe Maloy (USA) 52 min 00 s        |
| 2013     | Javier Gomez (ESP) 53 min 26 s      | Aurélien Lescure (FRA) 53 min 28 s | Dmitry Polyansky (RUS) 53 min 31 s |

### Féminin
| Épreuves | Or                              | Argent                          | Bronze                                |
| -------- | ------------------------------- | ------------------------------- | ------------------------------------- |
| 2015     | Ai Ueda (JPN) 59 min 09 s       | Rachel Klamer (NED) 59 min 16 s | Erin Densham (AUS) 59 min 25 s        |
| 2014     | Nicola Spirig (SUI) 58 min 47 s | Lisa Perterer (AUT) 58 min 54 s | Yuliya Yelistratova (UKR) 58 min 11 s |
| 2013     | Nicola Spirig (SUI) 57 min 53 s | Sarah Groff (USA) 57 min 58 s   | Lisa Perterer (AUT) 58 min 11 s       |